# Ree Drummond
Ann Marie "Ree" Drummond (6 de enero de 1969) es una bloguera americana, escritora, fotógrafa y personalidad televisiva que vive en un rancho de Pawhuska, Oklahoma. En febrero de 2010 estaba la Núm. 22 en la lista Forbes de Celebridades de Web. Su blog, Pioneer Woman estuvo nombrado Weblog del Año 2009, 2010 y 2011 en los Premios Bloggies.
Drummond Ha aparecido en Buenos días América, Hoy Espectáculo, La Vista, El Chew y El Show de Bonnie Hunt. Ha sido presentada en Señoras' Revista de Casa, Mujer' Día, People y Del sur Vivientes. Su primer recetario, Las Recetas de la Mujer Pionera estuvo publicado en octubre de 2009. Su segundo recetario, Comida de Mi Frontera, estuvo publicado en 2012.

## Primeros años
Ann Marie, apodado Ree, creció en Bartlesville, Oklahoma, con dos hermanos, Doug y Mike, y una hermana más joven, Betsy. Se graduó en Bartlesville en 1987 y después en la Universidad de California Del sur en 1991. Después planeaba ir a Chicago, pero sus planes cambiaron inesperadamente cuándo conoció a su marido, Ladd Drummond.

## Blog (Thepioneerwoman.com)
Drummond comenzó su exitoso blog en 2006. El sitio es hopedado por Rackspace.
Drummond Escribe sobre temas como la vida en un rancho. Su primera receta "Cómo Cocinar un Bistec" estuvo acompañada por 20 fotos que explican el proceso. También explica como hacer fotografía alimentaria. Pioneer Woman ganó premios Bloggies en 2007, 2008, 2009, y 2010. En 2009 y 2010 como Weblog del Año.
Su blog es especialmente apreciado por sus recetas muy visuales y descriptivas.Tiene uno de los índices más altos en la Food Network y sus recetas son fáciles de seguir.

## Comunidad alimentaria (Tastykitchen.com)
En abril de 2008, Drummond hizo un concurso en la sección de cocina de su blog  animando a sus lectores para compartir sus recetas favoritas.  La respuesta era un inesperado envió de 5000+ recetas en menos de 24 horas. se dio cuenta de que además de una comunidad de lectores leales tenía una comunidad de amantes de los alimentos.  Inmediatamente buscó una manera de catalogar las recetas y hacerlas accesibles.
Un poco más tarde Drummond anunció el lanzamiento de Tastykitchen.com - un sencillo sitio web comunitario en línea libre con la línea de etiqueta Recetas Favoritas de Cocinas Reales En todas partes!. El sitio estuvo construido para sus lectores. Además de compartir recetas, los usuarios pueden crear perfiles de afiliación personal y comunicar uno con otro vía correo y mensajes directos. Los usuarios también tienen la capacidad de valorar recetas.

## Libros
The Pioneer Woman Cooks: Recipes from an Accidental Country Girl
New York Times dijo del que "no es un libro para vegetarianos ni para pijos, es un libro de autentica cocina familiar".
Cambio mis tacones por las ruedas de un tractor.
Publicada por Espasa en 2014 es una novela autobiográfica en la que cuenta su historia de amor y el proceso de reubicarse de Los Ángeles a un rancho de ganado en la Oklahoma rural. Se convirtió en Superventas del The New York Times.
Charlie the Ranch Dog
Una serie de libros infantiles protagonizados por un Basset Hound que vive en un rancho. Ilustrado por Diane deGroat.
The Pioneer Woman Cooks: Food from My Frontier
(2012). Su segundo libro de recetas.

## Película
Columbia ha adquirido los derechos de  Cambio mis tacones por las ruedas de un tractor. La compañía ha charlado con Reese Witherspoon para dar vida a Ree.